# Johan 2. af Pfalz-Simmern
Johan 2. af Pfalz-Simmern, (født 21. marts 1492 i Simmern, død 18. maj 1557 i Simmern) var pfalzgreve af Pfalz-Simmern fra 1509 til 1557. Han tilhørte sidelinjen Pfalz-Simmern af Huset Wittelsbach.